# Pelexia olivacea
Pelexia olivacea är en orkidéart som beskrevs av Robert Allen Rolfe. Pelexia olivacea ingår i släktet Pelexia och familjen orkidéer. Inga underarter finns listade i Catalogue of Life.